# باقلا پخته

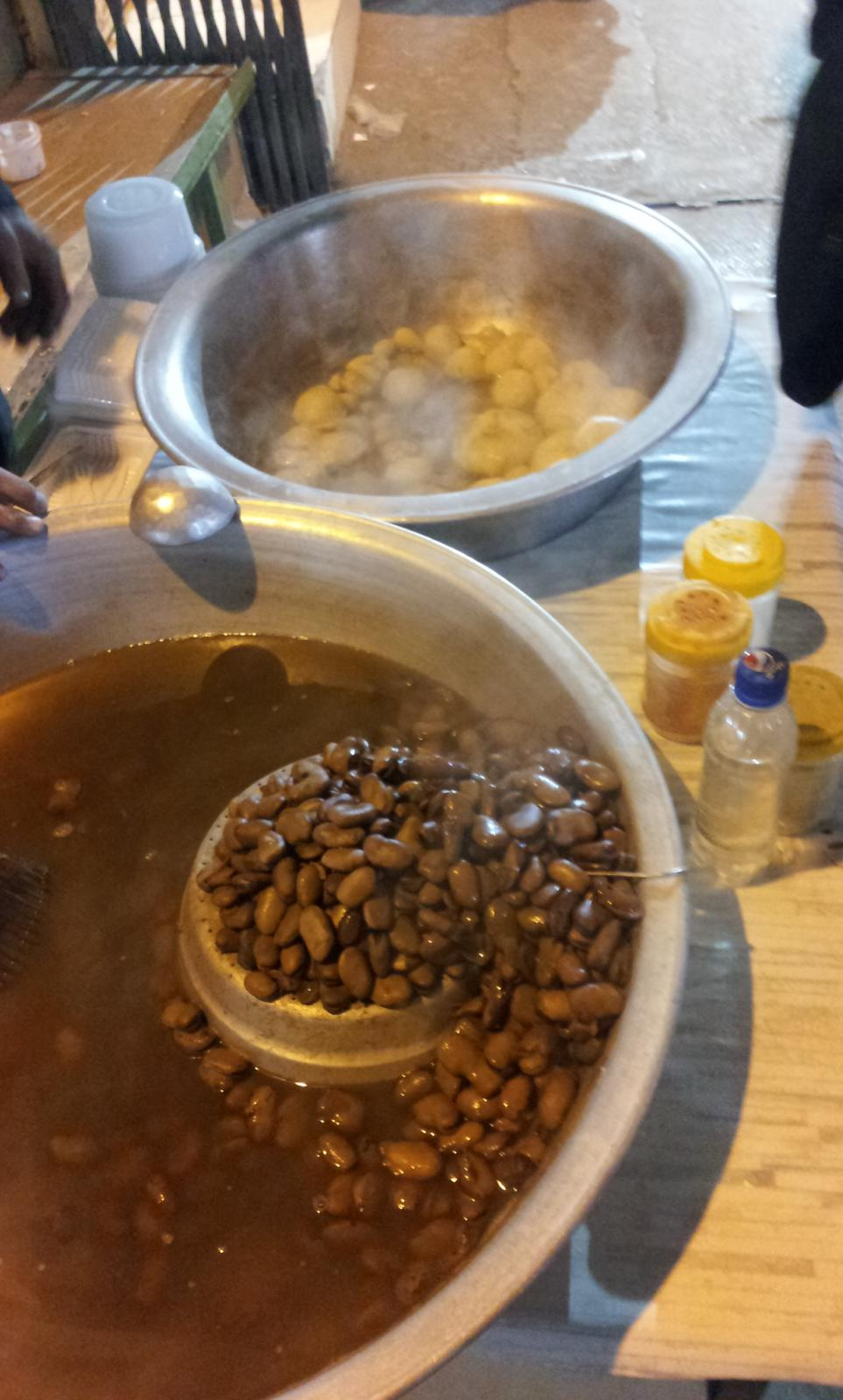
نمونه‌ای از باقلا پخته

باقلا پخته (پیشمیش پاخلا) یکی از چاشتهای ایرانی است که مصرف آن معمولاً در شب‌های سرد زمستان بین خانواده‌ها رایج است.

## چگونگی پخت
طرز تهیه آن به این‌گونه است که باقلا (پاخلا)های خام را در آب همراه با ادویه‌جاتی مانند فلفل و نمک می‌پزند و بعضی اوقات نیز بعد از پخت سرکه به آن اضافه می‌کنند و مصرف می‌نمایند.
بهترین روش پخت باقلا اینگونه است که پس از ریختن در آب و گذاشتن بر روی آتش بمحض جوش آمدن آب شعله چنان تنظیم شود که
آب داخل ظرف باقلا قل نزند ولی در حدود دمای صد درجه باقی بماند. قل زدن آب در حال جوش باعث کمی سفت شدن باقلا می‌شود.
نمک و ادویه هم هنگام خوردن غذا مصرف می‌شود.